# Plugari (gmina)
Plugari – gmina w Rumunii, w okręgu Jassy. Obejmuje miejscowości Borosoaia, Onești i Plugari. W 2011 roku liczyła 3615 mieszkańców.